# أندريه أمارو
أندريه أمارو (بالبرتغالية: André Amaro‏) هو لاعب كرة قدم برتغالي، ولد في 13 أغسطس 2002 في قلمرية في البرتغال يلعب في نادي الريان القطري.

## وصلات خارجية
- أندريه أمارو على موقع إي إس بي إن إف سي (الإنجليزية)
- أندريه أمارو على موقع قاعدة بيانات كرة القدم.إي يو (الإنجليزية)
- أندريه أمارو على موقع Soccerbase.com (لاعب) (الإنجليزية)
- أندريه أمارو على موقع Soccerway.com (الإنجليزية)
- أندريه أمارو على موقع عالم كرة القدم.نت (الإنجليزية)